# Xina continental
La Xina continental és un terme geopolític generalment sinònim de la regió culturalment i econòmicament associada amb el territori de la República Popular de la Xina, incloent-hi les regions administratives especials de Hong Kong i Macau. El terme mai no inclou Taiwan, reivindicat per la República Popular de la Xina, però que en l'actualitat és sota la jurisdicció de la República de la Xina. En xinès, el terme pot incloure l'illa de Hainan, tot i que n'està separada geogràficament per l'Estret de Qiongzhou. En canvi, a Taiwan, Hong Kong i Macau, el terme només és una expressió políticament neutra per referir-se simplement al territori continental.
La Xina continental comprèn la Xina estricta i també els territoris propis d'altres ètnies, que se situen al nord, a l'oest i al sud.
La frontera terrestre estricta o continental de la República Popular ha presentat, des de la seva fundació, una complexa i conflictiva relació amb el que va ser la Unió Soviètica, l'Índia, les tenses relacions amb els governs a la península d'Indoxina, influenciada pels processos de descolonització. Tot i això, es pot considerar una frontera força estable tenint en compte els estats amb els quals comparteix frontera la part continental. La República Popular de la Xina ha assolit acords fronterers amb Rússia i amb les exrepúbliques soviètiques ha renunciat a limitades reclamacions territorials que havia tingut amb l'antiga Unió Soviètica. Amb l'Índia s'ha mantingut com a línia divisòria de facto la Línia MacMahon de 1914, el límit entre el Tibet i l'Índia britànica, tal com s'acordà com a part de la Convenció de Simla. Amb Corea del Nord, un tradicional aliat, ha arxivat reclamacions sobre alguns sectors fronterers, en tant que amb Bhutan, obertament aliat de l'Índia, la Xina no hi manté relacions diplomàtiques. La Xina ha establert acords o protocols de controls fronterers, punts de demarcació i fluxos de persones i béns amb Rússia, Corea del Nord, Mongòlia, Tadjikistan, Kazakhstan, Kirguizstan, Nepal, Laos, Vietnam i Myanmar, amb un objectiu bàsicament econòmic i geoestratègic. Una frontera estable impulsa una millor relació bilateral i regional, i facilita el comerç. A nivell geostratègic, el manteniment d'una zona políticament estable i relativament independent de la influència estatunidenca.